# تپه منجوق تپه
تپه منجوق تپه مربوط به دوره اشکانیان تا سده‌های اولیه دوران‌های تاریخی پس از اسلام است و در شهرستان نظرآباد، بخش تنکمان، دهستان نجم‌آباد، ۳ کیلومتری جنوب غرب روستای خرم‌آباد واقع شده و این اثر در تاریخ ۲۷ آبان ۱۳۸۶ با شمارهٔ ثبت ۲۰۲۵۲ به‌عنوان یکی از آثار ملی ایران به ثبت رسیده است.